# Кинофестиваль в Торонто 2022
47-й Международный кинофестиваль в Торонто — ежегодный кинофестиваль, прошедший в Торонто с 8 по 18 сентября 2022 года.
Небольшая часть фильмов была представлена для он-лайн просмотра на платформе «Digital TIFF Bell Lightbox» (гораздо меньше, чем в 2020 и 2021 годах). На фестиваль вернулись сетевые и гала-мероприятия, которые также были приостановлены или проведены виртуально в 2020 и 2021 годах из-за пандемии COVID-19 в Торонто.
Фестиваль отошел от своей обычной практики выпуска списка из десяти или двадцати фильмов, чтобы начать анонсы программ, и вместо этого выпустил ряд объявлений об отдельных фильмах прежде чем, наконец, опубликовать свой первый расширенный список 28 июля. Дополнительные фильмы были объявлены в течение августа, 23 августа было опубликовано полное расписание. Генеральный директор фестиваля Кэмерон Бейли сообщил, что полный состав будет включать около 200 художественных фильмов и около 40 короткометражных фильмов.
Лента «Пловцы» Салли Эль Хосаини открыла фестиваль, закрывающим стал фильм «Быть Сальвадором Дали» Мэри Хэррон. Фильм «Фабельманы» получил главный приз фестиваля, став первой в истории премьерой фильма Стивена Спилберга на фестивале. Картина «Нет» Джордана Пила, хотя уже была показана в кинотеатрах до фестиваля, была включена в специальную презентацию основной программы фестиваля.
В свете вторжения России в Украину в 2022 году поддерживаемые государством российские фильмы и организации не были допущены к участию в фестивале, но было одобрено участие независимых российских кинематографистов.
В фестивале приняли участие звёзды – музыканты Тейлор Свифт и Гарри Стайлс, причём Свифт представила свой короткометражный фильм «All Too Well: The Short Film»  в категории «Лучший короткометражный фильм», а Стайлс рекламировал романтическую драму «Мой полицейский», в которой он сыграл главную роль.

## Награды

### Почётные награды
- Актёрский состав «Моего полицейского» — Гарри Стайлз, Эмма Коррин, Джина Макки, Лайнус Роуч, Дэвид Доусон и Руперт Эверетт — победили в номинации «актерский ансамбль»[12]
- Сэм Мендес победил в номинации «Премия режиссёра»[13],
- Брендан Фрейзер получил награду Tribute Award за роль в фильме «Кит»[14].
- Композитор Хильдур Гуднадоттир была названа лауреатом премии Variety Artisan Award[15],
- Салли Эль Хосайни была названа лауреатом премии «Новый талант»[15],
- Баффи Сент-Мари была удостоена премии «Джеффа Сколл» в Impact Media[16]
- Мишель Йео была названа победительницей первой премии «Поделитесь своим путешествием»[17].

### Регулярные награды
Главные награды фестиваля, в том числе приз зрительских симпатий, были вручены 18 сентября 2022 года.
| Награда                                                          | Название фильма                     | Режиссёр                |
| ---------------------------------------------------------------- | ----------------------------------- | ----------------------- |
| Приз зрительских симпатий                                        | Фабельманы                          | Стивен Спилберг         |
| Приз зрительских симпатий, первое место                          | Говорят женщины                     | Сара Полли              |
| Приз зрительских симпатий, второе место                          | Достать ножи: Стеклянная луковица   | Райан Джонсон           |
| Приз зрительских симпатий: документальные фильмы                 | Черный лед                          | Хьюберт Дэвис           |
| Документальный фильм, Первый призёр                              | Майя и волна                        | Стефани Джонс           |
| Документальный фильм, второе место                               | 752 — это не число                  | Бабак Паями             |
| Приз зрительских симпатий: Полуночное безумие                    | Странный Эл                         | Эрик Аппель             |
| Полуночное безумие, первое место                                 | Пэрл                                | Ти Уэст                 |
| Полуночное безумие, второе место                                 | Почернение                          | Тим Стори               |
| Приз Платформы                                                   | Райсбой спит                        | Энтони Шим              |
| Лучший канадский художественный фильм                            | Убить тигра                         | Ниша Пахуджа            |
| Лучший канадский фильм, почетное упоминание                      | Викинг                              | Стефан Лафлер           |
| Лучший канадский короткометражный фильм                          | Симо                                | Азиз Зоромба            |
| Лучший канадский короткометражный фильм, почетное упоминание     | Одного возраста                     | Ллойд Ли Чой            |
| Лучший международный короткометражный фильм                      | Снег в сентябре                     | Лхагвадулам Пурев-Очир  |
| Лучший международный короткометражный фильм, Почетное упоминание | Стюардесса-737                      | Танасис Неофотистос     |
| Премия «Приз критиков» (FIPRESCI)                                | Выходные в Газе                     | Василий Халил           |
| Премия NETPAC                                                    | Сладкий как                         | Джуб Клерк              |
| «Усиление голоса» (англ. Amplify Voices Award)                   | Леонор никогда не умрёт             | Мартика Рамирес Эскобар |
| «Усиление голоса» (англ. Amplify Voices Award)                   | Пока мы смотрели                    | Винай Шукла             |
| Amplify Voices, почетное упоминание                              | Баффи Сент-Мари: Продолжай          | Мэдисон Томас           |
| Премия «Новатор» (англ. Changemaker)                             | Что-то, что ты сказал прошлой ночью | Луис Де Филиппис        |
| Женская премия «Share Her Journey»                               | Нанитик                             | Кэрол Нгуен             |

## Официальные выборы

### Гала-презентации
| Название              | Оригинальное название | Режиссёр            | Страна производства |
| --------------------- | --------------------- | ------------------- | ------------------- |
| Алиса, дорогая        | Алиса, дорогая        | Мэри Найи           | США, Канада         |
| Черный лед            | Черный лед            | Хьюберт Дэвис       | Канада              |
| В поисках зверя       | В поисках зверя       | Гейб Польски        | США                 |
| Быть Сальвадором Дали | Быть Сальвадором Дали | Мэри Хэррон         | США                 |
| За пивом!             | За пивом!             | Питер Фаррелли      | США                 |
| Колибри               | фр. Il colibrì        | Франческа Аркибуджи | Италия, Франция     |
| Охота                 | 헌트                  | Ли Чжон Джэ         | Южная Корея         |
| Блюз джазмена         | Блюз джазмена         | Тайлер Перри        | США                 |
| Качей Лимбу           | Качей Лимбу           | Шубхам Йоги         | Индия               |
| Двигаемся дальше      | Двигаемся дальше      | Пол Вайц            | США                 |
| Воспоминания о Париже | фр. Revoir Paris      | Алиса Винокур       | Франция             |
| Дочь заключенного     | Дочь заключенного     | Кэтрин Хардвик      | США                 |
| Раймонд и Рэй         | Раймонд и Рэй         | Родриго Гарсия      | США                 |
| Насест                | Насест                | Эми Редфорд         | США                 |
| Сидни                 | Сидни                 | Реджинальд Хадлин   | США                 |
| Сын                   | Сын                   | Флориан Зеллер      | Великобритания      |
| Пловцы                | Пловцы                | Салли Эль Хосаини   | Великобритания      |
| При чём тут любовь?   | При чём тут любовь?   | Шекхар Капур        | Великобритания      |
| Королева-воин         | Королева-воин         | Джина Принс-Байтвуд | США                 |

### Специальные презентации
| Название                                              | Оригинальное название                                 | Режиссёр          | Страна                                       |
| ----------------------------------------------------- | ----------------------------------------------------- | ----------------- | -------------------------------------------- |
| Алелуйя                                               | Алелуйя                                               | Ричард Эйр        | Великобритания                               |
| На Западном фронте без перемен                        | На Западном фронте без перемен                        | Эдвард Бергер     | Германия                                     |
| Банши Инишерина                                       | Банши Инишерина                                       | Мартин Макдонах   | Великобритания, Ирландия, США                |
| Биосфера                                              | Биосфера                                              | Mel Eslyn         | США                                          |
| Синяя спина                                           | Синяя спина                                           | Robert Connolly   | Австралия                                    |
| The Blue Caftan                                       | фр. Le Bleu du Caftan                                 | Maryam Touzani    | Марокко, Франция, Бельгия, Дания             |
| Посредники                                            | 브로커                                                | Хирокадзу Корээда | Южная Корея                                  |
| Bros                                                  | Bros                                                  | Nicholas Stoller  | США                                          |
| Брат                                                  | Брат                                                  | Clement Virgo     | Канада                                       |
| Catherine Called Birdy                                | Catherine Called Birdy                                | Лина Данэм        | Великобритания                               |
| Мост на озере                                         | Мост на озере                                         | Lila Neugebauer   | США                                          |
| Шевалье                                               | Шевалье                                               | Стивен Уильямс    | США                                          |
| Корсаж                                                | Корсаж                                                | Marie Kreutzer    | Австрия, Франция, Германия                   |
| Решение уйти                                          | Решение уйти                                          | Пак Чхан Ук       | Южная Корея                                  |
| Двойная петля                                         | Двойная петля                                         | J. D. Dillard     | США                                          |
| Driving Madeleine                                     | фр. Une belle course                                  | Christian Carion  | Франция                                      |
| Elesin Oba, The King’s Horseman                       | Elesin Oba, The King’s Horseman                       | Biyi Bandele      | Нигерия                                      |
| Империя света                                         | Империя света                                         | Сэм Мендес        | Великобритания, США                          |
| Вечная дочь                                           | Вечная дочь                                           | Joanna Hogg       | Великобритания                               |
| Фабельманы                                            | Фабельманы                                            | Стивен Спилберг   | США                                          |
| Достать ножи: Стеклянная луковица                     | Достать ножи: Стеклянная луковица                     | Райан Джонсон     | США                                          |
| Спокойной ночи, Оппи!                                 | Спокойной ночи, Оппи!                                 | Ryan White        | США                                          |
| Добрый медбрат                                        | Добрый медбрат                                        | Tobias Lindholm   | США                                          |
| Убийца «Священный паук»                               | Убийца «Священный паук»                               | Али Аббаси        | Дания, Германия, Швеция, Франция             |
| Joyland                                               | Joyland                                               | Saim Sadiq        | Пакистан                                     |
| Пропавший король                                      | Пропавший король                                      | Стивен Фрирз      | Великобритания                               |
| A Man of Reason                                       | A Man of Reason                                       | Jung Woo-sung     | Южная Корея                                  |
| Меню                                                  | Меню                                                  | Марк Майлод       | США                                          |
| Дэвид Боуи: Moonage Daydream                          | Дэвид Боуи: Moonage Daydream                          | Brett Morgen      | США                                          |
| Мой полицейский                                       | Мой полицейский                                       | Майкл Грандадж    | Великобритания                               |
| Няня                                                  | Няня                                                  | Nikyatu Jusu      | США                                          |
| Без медведей                                          | Без медведей                                          | Джафар Панахи     | Иран                                         |
| Нет                                                   | Нет                                                   | Джордан Пил       | США                                          |
| On the Come Up                                        | On the Come Up                                        | Сэна Латан        | США                                          |
| Одним прекрасным утром                                | фр. Un beau matin                                     | Миа Хансен-Лёве   | Франция                                      |
| Other People’s Children                               | фр. Les enfants des autres                            | Ребекка Злотовски | Франция                                      |
| The Return of Tanya Tucker: Featuring Brandi Carlisle | The Return of Tanya Tucker: Featuring Brandi Carlisle | Kathlyn Horan     | США                                          |
| Сент-Омер                                             | Сент-Омер                                             | Alice Diop        | Франция                                      |
| Sanctuary                                             | Sanctuary                                             | Zachary Wigon     | США                                          |
| Stories Not to Be Told                                | исп. Historias para no contar                         | Cesc Gay          | Испания                                      |
| The Substitute                                        | El Suplente                                           | Диего Лерман      | Аргентина, Италия, Мексика, Испания, Франция |
| Треугольник печали                                    | Треугольник печали                                    | Рубен Эстлунд     | Швеция, Великобритания, США, Франция, Греция |
| Walk Up                                               | 탑                                                    | Хон Сансу         | Южная Корея                                  |
| Уэнделл и Уайлд                                       | Уэнделл и Уайлд                                       | Генри Селик       | США                                          |
| Кит                                                   | Кит                                                   | Даррен Аронофски  | США                                          |
| Говорят женщины                                       | Говорят женщины                                       | Сара Полли        | США                                          |
| Чудо                                                  | Чудо                                                  | Себастьян Лелио   | Великобритания, Ирландия                     |

### Современное мировое кино
"Спарта " Ульриха Зайдля была отозвана после обвинений в эксплуатации детей на съемочной площадке.
| Название                      | Оригинальное название           | Режиссёр | Страна                                                                    |
| ----------------------------- | ------------------------------- | --- | ------------------------------------------------------------------------- |
| Солнце моё англ. Aftersun     | Солнце моё англ. Aftersun       | Шарлотта Уэллс | Великобритания, США                                                       |
| Alam                          | Alam                            | Firas Khoury | Франция, Палестина, Тунис, Саудовская Аравия, Катар                       |
| Amanda                        | Amanda                          | Carolina Cavalli | Италия                                                                    |
| Ashkal                        | Ashkal                          | Youssef Chebbi | Франция, Тунис, Катар                                                     |
| Autobiography                 | Autobiography                   | Makbul Mubarak | Индонезия, Франция, Сингапур, Польша, Филиппины, Германия, Катар          |
| Beyond the Wall               | شب، داخلی، دیوار                | Vahid Jalilvand | Иран                                                                      |
| Blind Willow, Sleeping Woman  | Saules aveugles, femme endormie | Pierre Fӧldes | Канада, Франция                                                           |
| Bones of Crows                | Bones of Crows                  | Marie Clements | Канада                                                                    |
| Coyote                        | Le Coyote                       | Katherine Jerkovic | Канада                                                                    |
| Domingo and the Mist          | Domingo y La Niebla             | Ariel Escalante Meza | Коста-Рика, Катар                                                         |
| The End of Sex                | The End of Sex                  | Sean Garrity | Канада                                                                    |
| Иа                            | Иа                              | Ёжи Сколимовский | Польша, Италия                                                            |
| Falcon Lake                   | Falcon Lake                     | Шарлотта Лебон | Канада, Франция                                                           |
| Fixation                      | Fixation                        | Mercedes Bryce Morgan | Канада, США, Германия                                                     |
| Godland                       | Vanskabte Land/Volaða Land      | Hlynur Pálmason | Дания, Ирландия, Франция, Швеция                                          |
| The Happiest Man in the World | Najsreќniot Čovek na Svetot     | Teona Strugar Mitevska | Нидерланды, Северная Македония,Бельгия, Словения, Дания, Хорватия, Босния |
| The Hotel                     | 旅馆                            | Wang Xiaoshuai | Гонконг                                                                   |
| La Jauría                     | La Jauría                       | Andrés Ramírez Pulido | Колумбия, Франция                                                         |
| Жизнь                         |                                 | Эмир Байгазин | Казахстан                                                                 |
| Жить                          | Жить                            | Оливер Херманус | Великобритания                                                            |
| Love and Mathematics          | Amor y Matemáticas              | Claudia Sainte-Luce | Мексика                                                                   |
| Love Life                     | Love Life                       | Koji Fukada | Япония, Франция                                                           |
| Luxembourg, Luxembourg        | ЛЮКСЕМБУРГ, ЛЮКСЕМБУРГ          | Antonio Lukich | Украина                                                                   |
| The Maiden                    | The Maiden                      | Graham Foy | Канада                                                                    |
| Manticore                     | Mantícora                       | Carlos Vermut | Испания                                                                   |
| Muru                          | Muru                            | Tearepa Kahi | Новая Зеландия                                                            |
| My Sailor, My Love            | My Sailor, My Love              | Клаус Хярё | Финлядния,Ирландия                                                        |
| Nightalk                      | Nightalk                        | Donald Shebib | Канада                                                                    |
| North of Normal               | North of Normal                 | Carly Stone | Канада                                                                    |
| The Origin of Evil            | L’Origine du Mal                | Sébastien Marnier | Канада, Франция                                                           |
| Plan 75                       | Plan 75                         | Chie Hayakawa | Япония, Франция, Филиппины, Катар                                         |
| Return to Dust                | 隐入尘烟                        | Li Ruijun | Китай                                                                     |
| МРТ                           | МРТ                             | Кристиан Мунджиу | Румыния, Франция                                                          |
| So Much Tenderness            | So Much Tenderness              | Lina Rodriguez | Канада                                                                    |
| Stellar                       | Stellar                         | Darlene Naponse | Канада                                                                    |
| Stonewalling                  | Stonewalling                    | Huang Ji, Ryuji Otsuka | Япония                                                                    |
| The Swearing Jar              | The Swearing Jar                | Lindsay MacKay | Канада                                                                    |
| The Umbrella Men              | The Umbrella Men                | John Barker | ЮАР                                                                       |
| Under the Fig Trees           | Taht El Shajara                 | Erige Sehiri | Тунис, Швейцария, Франция, Катар                                          |
| Валерия выходит замуж         | ивр. ולריה מתחתנת‎               | Михаль Виник | Израиль                                                                   |
| Victim                        | OBEŤ                            | Michal Blaško | Словакия, Чехия, Греция, Германия                                         |
| Vicenta B.                    | Vicenta B.                      | Carlos Lechuga | Куба, Франция, США, Колумбия, Норвегия                                    |
| War Sailor                    | Krigsseileren                   | Gunnar Vikene | Норвегия, Германия                                                        |
| The Water                     | El agua                         | Elena López Riera | Швейцария, Испания, Франция                                               |
| We Are Still Here             | We Are Still Here               | Beck Cole, Dena Curtis, Tracey Rigney, Danielle MacLean, Tim Worrall, Renae Maihi, Miki Magasiva, Mario Gaoa, Richard Curtis, Chantelle Burgoyne | Австралия, Новая Зеландия                                                 |
| Wildflower                    | Wildflower                      | Matt Smukler | США                                                                       |
| Winter Boy                    | Le Lycéen                       | Кристоф Оноре | Франция                                                                   |
| The Worst Ones                | The Worst Ones                  | Romane Gueret | Франция                                                                   |
| Zwigato                       | Zwigato                         | Нандита Дас | Индия                                                                     |

### Документальные фильмы
| Название | Оригинальное название                                                                                         | Режиссёр                             | Страна производства                   |
| --- | --- | ------------------------------------ | ------------------------------------- |
| 752 — это не число                                                                                            | 752 — это не число                                                                                            | Бабак Паями                          | Канада                                |
| Вся красота и кровопролитие                                                                                   | Вся красота и кровопролитие                                                                                   | Лаура Пойтрас                        | США                                   |
| Баффи Сент-Мари: Продолжай                                                                                    | Баффи Сент-Мари: Продолжай                                                                                    | Мэдисон Томас                        | Канада                                |
| Каса Сусанна                                                                                                  | Каса Сусанна                                                                                                  | Себастьен Лифшиц                     | Франция, США                          |
| Ciné-Guerrillas: сцены из фильмов Лабудовича                                                                  | Ciné-Guerrillas: сцены из фильмов Лабудовича                                                                  | Мила Турайлич                        | Сербия, Франция, Хорватия, Черногория |
| Цвет чернил                                                                                                   | Цвет чернил                                                                                                   | Брайан Д. Джонсон                    | Канада                                |
| Документалистика сегодня! (эпизоды: «Мой мошенник обезьян», «Трувер Фриссон», «Два парикмахера в Бэглипорте») | Документалистика сегодня! (эпизоды: «Мой мошенник обезьян», «Трувер Фриссон», «Два парикмахера в Бэглипорте») | Алекс Буоно, Риз Томас, Мика Гарднер | Соединенные Штаты                     |
| Когда-либо смертельно                                                                                         | Когда-либо смертельно                                                                                         | Челси Макмаллан, Таня Тагак          | Канада                                |
| Легкие деньги                                                                                                 | Легкие деньги                                                                                                 | Сэм Соко, Лорен ДеФилиппо            | Кения, США                            |
| Захват | Захват | Габриэла Каупертуэйт                 | Соединенные Штаты                     |
| В её руках | В её руках | Тамана Аязи, Марсель Меттельзифен    | США, Афганистан                       |
| Черный и блюз Луи Армстронга                                                                                  | Черный и блюз Луи Армстронга                                                                                  | Саша Дженкинс                        | Соединенные Штаты                     |
| Мариуполис 2                                                                                                  | Мариуполис 2                                                                                                  | Мантас Кведаравичюс                  | Литва, Франция, Германия              |
| Майя и волна                                                                                                  | Майя и волна                                                                                                  | Стефани Джонс                        | Соединенные Штаты                     |
| Миуча, Голос Босса Новы                                                                                       | Миуча, Голос Босса Новы                                                                                       | Дэниэл Зарвос, Лилиан Мутти          | Бразилия, Франция                     |
| Моя воображаемая страна                                                                                       | Mi País Imaginario                                                                                            | Патрисио Гусман                      | Чили, Франция                         |
| Патрик и кит                                                                                                  | Патрик и кит                                                                                                  | Марк Флетчер                         | Австралия                             |
| Молитесь за наших грешников                                                                                   | Молитесь за наших грешников                                                                                   | Шинейд О’Ши                          | Ирландия                              |
| Автопортрет в виде кофейника                                                                                  | Автопортрет в виде кофейника                                                                                  | Уильям Кентридж                      | ЮАР, США                              |
| Театр мысли                                                                                                   | Театр мысли                                                                                                   | Вернер Херцог                        | Соединенные Штаты                     |
| Убить тигра                                                                                                   | Убить тигра                                                                                                   | Ниша Пахуджа                         | Канада                                |
| Пока мы смотрели                                                                                              | Пока мы смотрели                                                                                              | Винай Шукла                          | Великобритания                        |

### Открытие
| Название                                     | Оригинальное название                        | Режиссёр              | Страна производства                     |
| -------------------------------------------- | -------------------------------------------- | --------------------- | --------------------------------------- |
| Аристотель и Данте открывают тайны Вселенной | Аристотель и Данте открывают тайны Вселенной | Айтч Альберто         | Соединенные Штаты                       |
| Малышка Руби                                 | Малышка Руби                                 | Бесс Воль             | Соединенные Штаты                       |
| Громила                                      | Громила                                      | Майлз Уоррен          | Соединенные Штаты                       |
| Кармен                                       | Кармен                                       | Бенжамен Мильпье      | Австралия, Франция                      |
| Дочь Ярости                                  | La Hija de todas las Rabias                  | Лаура Баумайстер      | Никарагуа                               |
| Выходные в Газе                              | Выходные в Газе                              | Василий Халил         | Великобритания, Палестина               |
| Мне нравятся фильмы                          | Мне нравятся фильмы                          | Чендлер Левак         | Канада                                  |
| Инспекция                                    | Инспекция                                    | Элеганс Браттон       | Соединенные Штаты                       |
| Долгий перерыв                               | დიდი შესვენება                               | Давид Пирцхалава      | Грузия                                  |
| Вернуться в Сеул                             | Retour à Seoul                               | Дэви Чоу              | Южная Корея, Франция, Германия, Бельгия |
| Рози                                         | Рози                                         | Гейл Морис            | Канада                                  |
| Runner                                       | Runner                                       | Мариан Матиас         | США, Франция, Германия                  |
| Шимони                                       | Шимони                                       | Анжела Ванджику Вамай | Кения                                   |
| Снег и медведь                               | Kar ve Ayı                                   | Сельчен Эргун         | Турция, Германия, Сербия                |
| Мягкий                                       | Мягкий                                       | Джозеф Амента         | Канада                                  |
| Что-то, что ты сказал прошлой ночью          | Что-то, что ты сказал прошлой ночью          | Луис Де Филиппис      | Канада, Швейцария                       |
| Сьюзи Поиски                                 | Сьюзи Поиски                                 | Софи Каргман          | Соединенные Штаты                       |
| сладкий как                                  | сладкий как                                  | Джуб Клерк            | Австралия                               |
| Вкус яблок красный                           | Ta'am al Tufah, Ahmar                        | Эхаб Тарабие          | Израиль, Германия                       |
| Это место                                    | Это место                                    | ВТ Наяни              | Канада                                  |
| Непослушный                                  | Ustyrlig                                     | Малоу Рейманн         | Дания                                   |
| Пока не сгибаются ветки                      | Пока не сгибаются ветки                      | Софи Джарвис          | Канада                                  |
| Когда наступает утро                         | Когда наступает утро                         | Келли Файфф-Маршалл   | Канада, Ямайка                          |
| Молодые поджигатели                          | Молодые поджигатели                          | Шейла Пай             | Канада                                  |

### Платформа
| Название                 | Оригинальное название    | Режиссёр          | Страна производства |
| ------------------------ | ------------------------ | ----------------- | ------------------- |
| Древесный уголь          | Carvão                   | Каролина Маркович | Бразилия, Аргентина |
| Эмили                    | Эмили                    | Фрэнсис О’Коннор  | Великобритания, США |
| Гравитация               | La Gravité               | Седрик Идо        | Франция             |
| Хава                     | Хава                     | Маймуна Дукуре    | Франция             |
| Как взорвать трубопровод | Как взорвать трубопровод | Дэниел Голдхабер  | НАС                 |
| Райсбой спит             | Райсбой спит             | Энтони Шим        | Канада              |
| Вычитание                | تفریق                    | Мани Хагиги       | Иран, Франция       |
| Гром                     | Foudre                   | Кармен Жакье      | Швейцария           |
| Муж Торы                 | Муж Торы                 | Рима Дас          | Индия               |
| Викинг                   | Викинг                   | Стефан Лафлёр     | Канада              |

### Полуночное безумие
После премьеры, состоявшейся 14 сентября были отменены последующие показы фильма Веры Дрю «Народный Джокер» из-за конфликта прав с Warner Bros. (несанкционированное использование фильма «Джокер»).
| Название                | Оригинальное название   | Режиссёр                                                                               | Страна производства |
| ----------------------- | ----------------------- | -------------------------------------------------------------------------------------- | ------------------- |
| Почернение              | Почернение              | Тим Стори                                                                              | Соединенные Штаты   |
| Бессмертный             | Sisu                    | Ялмари Хеландер                                                                        | Финляндия           |
| Леонор никогда не умрет | Леонор никогда не умрет | Мартика Рамирес Эскобар                                                                | Филиппины           |
| Пэрл                    | Пэрл                    | Тай Уэст                                                                               | Соединенные Штаты   |
| Народный Джокер         | Народный Джокер         | Вера Дрю                                                                               | Соединенные Штаты   |
| Корабль в Пусан         | 늑대사냥                | Ким Хон Сон                                                                            | Южная Корея         |
| Больной                 | Больной                 | Джон Хайамс                                                                            | Соединенные Штаты   |
| Венера                  | Венера                  | Жауме Балагеро                                                                         | Испания             |
| З/Л/О/99                | З/Л/О/99                | Flying Lotus, Йоханнес Робертс, Мэгги Левин, Тайлер Макинтайр, Ванесса и Джозеф Винтер | Соединенные Штаты   |
| Странный Эл             | Странный Эл             | Эрик Аппель                                                                            | Соединенные Штаты   |

### ПРАЙМ-тайм
| Название                           | Оригинальное название              | Режиссёр                   | Страна производства |
| ---------------------------------- | ---------------------------------- | -------------------------- | ------------------- |
| 1899                               | 1899                               | Баран Бо Одар, Янтье Фризе | Германия            |
| Дорогая мама                       | Дорогая мама                       | Братья Хьюз                | Соединенные Штаты   |
| Рассказ служанки (5 сезон)         | Рассказ служанки (5 сезон)         | Брюс Миллер, Элизабет Мосс | Соединенные Штаты   |
| Средняя школа                      | Средняя школа                      | Клеа Дюваль, Лора Киттрелл | США, Канада         |
| Королевство                        | Королевство                        | Ларс фон Триер             | Дания               |
| Лидо ТВ                            | Лидо ТВ                            | Лидо Пимьента, Шон О’Нил   | Канада              |
| Таинственная дорога: Происхождение | Таинственная дорога: Происхождение | Дилан Ривер                | Австралия           |

### Короткие пути
| Название                             | Оригинальное название                     | Режиссёр                                  | Страна                              |
| ------------------------------------ | ----------------------------------------- | ----------------------------------------- | ----------------------------------- |
| À la vie à l’amor                    | À la vie à l’amor                         | Emilie Mannering                          | Канада                              |
| Against Reality                      | Against Reality                           | Olivia Peace                              | США                                 |
| Airhostess-737                       | Airhostess-737                            | Thanasis Neofotistos                      | Греция                              |
| All-Inclusive                        | Todo incluido                             | Duván Duque Vargas                        | Колумбия, Франция                   |
| Anastasia                            | Анастасия                                 | Sarah McCarthy                            | Великобритания                      |
| Baba                                 | Baba                                      | Mbithi Masya                              | Кения                               |
| Backflip                             | Backflip                                  | Nikita Diakur                             | Германия, Франция                   |
| Canary                               | Canary                                    | Pierre-Hugues Dallaire, Benoit Therriault | Канада                              |
| The Chase                            | The Chase                                 | Gurjeet Kaur Bassi                        | Канада                              |
| Diaspora                             | Diaspora                                  | Tyler Mckenzie Evans                      | Канада                              |
| The Flying Sailor                    | Le Matelot volant                         | Wendy Tilby and Amanda Forbis             | Канада                              |
| The Garbage Man                      | O Homem do Lixo                           | Laura Gonçalves                           | Португалия                          |
| Gary Screams for You                 | Gary Screams for You                      | Cody McGlashan, Nolan Sordyl              | США                                 |
| Hills and Mountains                  | Hills and Mountains                       | Salar Pashtoonyar                         | Канада                              |
| I’m on Fire                          | I’m on Fire                               | Michael Spiccia                           | США, Австралия                      |
| It’s What Each Person Needs          | It’s What Each Person Needs               | Sophy Romvari                             | Канада                              |
| Ice Merchants                        | Ice Merchants                             | João Gonzalez                             | Португалия, Франция, Великобритания |
| Lay Me by the Shore                  | Lay Me by the Shore                       | David Findlay                             | Канада                              |
| Литургия противотанковых препятствий | укр. Літургія протитанкових перешкод      | Дмитро Сухолиткий-Собчук                  | Украина, США                        |
| Municipal Relaxation Module          | Municipal Relaxation Module               | Matthew Rankin                            | Канада                              |
| The Melting Creatures                | Las criaturas que se derriten bajo el sol | Diego Céspedes                            | Чили, Франция                       |
| Mirror, Mirror                       | Mirror, Mirror                            | Sanduela Asanda                           | ЮАР                                 |
| Nanitic                              | Nanitic                                   | Carol Nguyen                              | Канада                              |
| No Ghost in the Morgue               | No Ghost in the Morgue                    | Marilyn Cooke                             | Канада                              |
| N’xaxaitkw                           | N’xaxaitkw                                | Asia Youngman                             | Канада                              |
| The Pass                             | The Pass                                  | Pepi Ginsberg                             | США                                 |
| Pleasure Garden                      | Pleasure Garden                           | Rita Ferrando                             | Канада                              |
| Le pupille                           | Le pupille                                | Alice Rohrwacher                          | Италия, США                         |
| Quiet Minds Silent Streets           | Quiet Minds Silent Streets                | Karen Chapman                             | Канада                              |
| Rest Stop                            | Rest Stop                                 | Crystal Kayiza                            | США                                 |
| Same Old                             | Same Old                                  | Lloyd Lee Choi                            | Канада                              |
| Scaring Women At Night               | Scaring Women At Night                    | Karimah Zakia Issa                        | Канада                              |
| Shadow of the Butterflies            | خيال الفراشات                             | Sofia El Khyari                           | Франция, Катар, Португалия          |
| She Always Wins                      | She Always Wins                           | Hazel McKibbin                            | США                                 |
| Simo                                 | Simo                                      | Aziz Zoromba                              | Канада                              |
| Snow in September                    | 9-р Сарын Цас                             | Lkhagvadulam Purev-Ochir                  | Монголия, Франция                   |
| Tremor                               | Beben                                     | Rudolf Fitzgerald Leonard                 | Германия                            |
| Untold Hours                         | Untold Hours                              | Daniel Warth                              | Канада                              |
| The Water Murmurs                    | 海边升起一座悬崖                          | Jianying Chen                             | Китай                               |

### Частоты
| Название                            | Оригинальное название               | Режиссёр                              | Страна производства                    |
| ----------------------------------- | ----------------------------------- | ------------------------------------- | -------------------------------------- |
| После работы                        | После работы                        | Селин Кондорелли, Бен Риверс          | Великобритания                         |
| Больше внутри                       | Больше внутри                       | Анджело Мэдсен Минакс                 | Соединенные Штаты                      |
| Бетонная долина                     | Бетонная долина                     | Антуан Бурж                           | Канада                                 |
| Де Гумани Корпорис Фабрика          | Де Гумани Корпорис Фабрика          | Верена Паравель, Люсьен Кастен-Тейлор | Франция, Швейцария                     |
| Сжигание сухой земли                | Mato seco em chamas                 | Хоана Пимента, Адирли Кейрос          | Португалия, Бразилия                   |
| Вечер                               | Вечер                               | Шэрон Локхарт                         | Соединенные Штаты                      |
| F1ghting теперь выглядит по-другому | F1ghting теперь выглядит по-другому | Фокс Макси                            | Соединенные Штаты                      |
| Фата-моргана                        | Фата-моргана                        | Тасита Дин                            | Великобритания, США                    |
| Хорс-титр                           | Хорс-титр                           | Уайме Хаддад                          | Франция                                |
| Конная опера                        | Конная опера                        | Мойра Дэйви                           | Соединенные Штаты                      |
| Я думал, что мир о тебе             | Я думал, что мир о тебе             | Курт Уокер                            | Канада                                 |
| Жизнь на КАПС                       | Жизнь на КАПС                       | Мерьем Беннани                        | Соединенные Штаты                      |
| Восход луны                         | Восход луны                         | Винсент Гренье                        | Канада, США                            |
| Новейшие старые                     | Новейшие старые                     | Пабло Маццоло                         | Аргентина, Канада                      |
| Умиротворение                       | Tourment sur les îles               | Альберт Серра                         | Франция, Испания, Германия, Португалия |
| Пуэрта-а-Пуэрта                     | Пуэрта-а-Пуэрта                     | Джессика Сара Ринланд, Луис Арниас    | Мексика, США                           |
| Королевы династии Цин               | Королевы династии Цин               | Эшли Маккензи                         | Канада                                 |
| Время, которое разделяет нас        | Время, которое разделяет нас        | Парасту Анушахпур                     | Канада, Иордания, Палестина            |
| Беспорядки                          | Unrueh                              | Кирилл Шойблин                        | Швейцария                              |
| Что правит невидимым                | Что правит невидимым                | Тиффани Сиа                           | Соединенные Штаты                      |
| Блуждающий огонек                   | Fogo-Fátuo                          | Жоао Педро Родригес                   | Португалия, Франция                    |

### Фестиваль дома
Данные фильмы были доступны для домашнего просмотра через платформу Digital TIFF Bell Lightbox.
| английское название                          | Оригинальное название                        | Директор (ы) | Страна производства                    |
| -------------------------------------------- | -------------------------------------------- | --- | -------------------------------------- |
| Аристотель и Данте открывают тайны Вселенной | Аристотель и Данте открывают тайны Вселенной | Айтч Альберто | Соединенные Штаты                      |
| Каса Сусанна                                 | Каса Сусанна                                 | Себастьен Лифшиц | Франция, США                           |
| Цвет чернил                                  | Цвет чернил                                  | Брайан Д. Джонсон | Канада                                 |
| Бетонная долина                              | Бетонная долина                              | Антуан Бурж | Канада                                 |
| Койот                                        | Койот                                        | Кэтрин Джеркович | Канада                                 |
| Конец секса                                  | Конец секса                                  | Шон Гаррити | Канада                                 |
| Когда-либо смертельно                        | Когда-либо смертельно                        | Челси Макмаллан, Таня Тагак | Канада                                 |
| Захват                                       | Захват                                       | Габриэла Каупертуэйт | Соединенные Штаты                      |
| Джойленд                                     | Джойленд                                     | Саим Садик | Пакистан                               |
| Люксембург, Люксембург                       | ЛЮКСЕМБУРГ, ЛЮКСЕМБУРГ                       | Антонио Лукич | Украина                                |
| Молитесь за наших грешников                  | Молитесь за наших грешников                  | Шинейд О’Ши | Ирландия                               |
| Шимони                                       | Шимони                                       | Анжела Ванджику Вамай | Кения                                  |
| Больной                                      | Больной                                      | Джон Хайамс | Соединенные Штаты                      |
| Мягкий                                       | Мягкий                                       | Джозеф Амента | Канада                                 |
| Сьюзи Поиски                                 | Сьюзи Поиски                                 | Софи Каргман | Соединенные Штаты                      |
| Театр мысли                                  | Театр мысли                                  | Вернер Херцог | Соединенные Штаты                      |
| Это место                                    | Это место                                    | ВТ Наяни | Канада                                 |
| Муж Торы                                     | Муж Торы                                     | Рима Дас | Индия                                  |
| Зонтики                                      | Зонтики                                      | Джон Баркер | Южная Африка                           |
| Под смоковницами                             | Taht El Shajara                              | Эриге Сехири | Тунис, Швейцария, Франция, Катар       |
| Непослушный                                  | Ustyrlig                                     | Малоу Рейманн | Дания                                  |
| Висента Б.                                   | Висента Б.                                   | Карлос Лечуга | Куба, Франция, США, Колумбия, Норвегия |
| Мы все ещё здесь                             | Мы все ещё здесь                             | Бек Коул, Дена Кертис, Трейси Ригни, Даниэль Маклин, Тим Уорролл, Рене Майхи, Мики Магасива, Марио Гаоа, Ричард Кертис, Шантель Бургойн | Австралия, Новая Зеландия              |
| Когда наступает утро                         | Когда наступает утро                         | Келли Файфф-Маршалл | Канада, Ямайка                         |

### Выбор индустрии
Фильмы были доступны для просмотра покупателями фильмов, но не были открыты для широкой публики.
| Название      | Оригинальное название | Режиссёр           | Страна производства                              |
| ------------- | --------------------- | ------------------ | ------------------------------------------------ |
| Синие джинсы  | Синие джинсы          | Джорджия Окли      | Великобритания                                   |
| Мама за рулем | Á ferð með mömmu      | Хилмар Оддссон     | Исландия                                         |
| Дикие мечты   | Дикие мечты           | Билл Полад         | Соединенные Штаты                                |
| Дверная мышь  | Дверная мышь          | Эван Джогиа        | Канада                                           |
| Харка         | Харка                 | Лотфи Натан        | США, Франция, Тунис, Люксембург, Бельгия         |
| Слушатель     | Слушатель             | Стив Бушеми        | Соединенные Штаты                                |
| Короли мира   | Los Reyes del mundo   | Лаура Мора         | Колумбия, Люксембург, Франция, Мексика, Норвегия |
| Клоккенлюдер  | Клоккенлюдер          | Нил Маскелл        | Великобритания                                   |
| Соленое озеро | Соленое озеро         | Кася Росланец      | Польша, Швеция                                   |
| Без неё       | بی رویا               | Ариан Вазирдафтари | Иран                                             |

### Фестивальная улица
Старые фильмы были показаны в OLG Cinema Park, кинотеатре под открытым небомна площади Дэвида Пеко . Многие известные актёры и / или режиссёры участвовали в отборе.
| Название                 | Режиссёр            | Год     | Страна производства |
| ------------------------ | ------------------- | ------- | ------------------- |
| 10 причин моей ненависти | Гил Юнгер           | 1999 г. | США                 |
| Величайший шоумен        | Майкл Грейси        | 2017    | США                 |
| Их собственная лига      | Пенни Маршалл       | 1992 г. | США                 |
| Любовь и баскетбол       | Джина Принс-Байтвуд | 2000 г. | США                 |
| Мумия                    | Стивен Соммерс      | 1999 г. | США                 |
| Бесконечная история      | Вольфганг Петерсен  | 1984 г. | США                 |
| Школа рока               | Ричард Линклейтер   | 2003 г. | США                 |
| Действуй, сестра         | Эмиль Ардолино      | 1992 г. | США                 |
| Ультравысокая частота    | Джей Леви           | 1989 г. | США                 |
| Вестсайдская история     | Стивен Спилберг     | 2021    | США                 |

### Синематека
| Название                         | Оригинальное название            | Режиссёр                  | Год     | Страна производства                |
| -------------------------------- | -------------------------------- | ------------------------- | ------- | ---------------------------------- |
| Я стреляла в Энди Уорхола        | Я стреляла в Энди Уорхола        | Мэри Хэррон               | 1996 г. | Великобритания, США                |
| Странник                         | Agantuk                          | Сатьяджит Рай             | 1991 г. | Индия, Франция                     |
| Строго по правилам               | Строго по правилам               | Баз Лурман                | 1992 г. | Австралия, Соединенное Королевство |
| Истории из больницы Гимли Редукс | Истории из больницы Гимли Редукс | Гай Мэддин                | 1991 г. | Канада                             |
| Веркмейстер Гармонии             | Werckmeister harmóniák           | Бела Тарр, Агнеш Храницки | 2000 г. | Венгрия, Италия, Германия, Франция |

## Канадская десятка
Ежегодный список десяти лучших канадских фильмов на конец года, в который вошли фильмы, названные критиками со всей Канады лучшими канадскими фильмами года (опубликован 8 декабря 2022 года).

### Художественные фильмы
- Черный лед — Хьюберт Дэвис
- Брат — Климент Дева
- Преступления будущего — Дэвид Кроненберг
- Мне нравятся фильмы — Чендлер Левак
- Райсбой спит — Энтони Шим
- Рози — Гейл Морис
- Что-то, что ты сказал прошлой ночью — Луис Де Филиппис
- Этот дом (Cette maison) — Мириам Чарльз
- Убить тигра — Ниша Пахуджа
- Викинг — Стефан Лафлёр

### Короткометражные фильмы
- Belle River — Гийом Фурнье, Самюэль Матто, Янник Нолин
- Билл Рид вспоминает — Аланис Обомсавин
- «Летучий моряк» — Венди Тилби, Аманда Форбис
- «Положи меня на берег» — Дэвид Финдли
- Муниципальный модуль релаксации — Мэтью Рэнкин
- Нанитик — Кэрол Нгуен
- В морге нет призрака — Мэрилин Кук
- Тот же старый — Ллойд Ли Чой
- Симо — Азиз Зоромба
- Виолетта дала охотно — Клэр Сэнфорд